# جیمز پکس
جیمز پکس (انگلیسی: James Pax؛ زادهٔ ۲۱ دسامبر ۱۹۶۱) بازیگر اهل ایالات متحده آمریکا است. وی از سال ۱۹۸۵ میلادی تاکنون مشغول فعالیت بوده‌است.